# Neotam

Neotam

Neotam är ett syntetiskt sötningsmedel. Ämnets E-nummer är E 961. Det tillverkas genom en kemisk reaktion mellan aspartam och andra ämnen. Beroende på koncentration är neotam mellan 7000 och 13 000 gånger sötare än socker och cirka 40 gånger sötare än aspartam. Neotam kan även fungera som smakförstärkare. Neotam är i nuläget[när?] det mest potenta sötningsmedlet på världsmarknaden.[källa behövs] Acceptabelt dagligt intag ligger på 0–2 mg/kg/dygn.
På grund av neotams starka sötningsförmåga blir mängden nedbrytningsprodukter såsom fenylalanin mycket liten.
Neotam är tillåtet i USA och Australien (där det ersatt aspartam helt i tex. Wrigleys tuggummi) och är sedan den 12 januari 2010 även godkänt inom EU.